# Söpte
Söpte község Vas vármegyében, a Szombathelyi járásban.

## Fekvése
A Gyöngyös-sík északnyugati részén, Szombathelytől 6 km-re északkeletre, a Kozár patak mellett fekszik.
A szomszédos települések: északkelet felől Vasasszonyfa, kelet felől Salköveskút és Vassurány, dél felől Szombathely, nyugat felől Gencsapáti, északnyugat felől pedig Pusztacsó. Közigazgatási területe észak felől pontszerűen érintkezik még Kőszegpaty déli határszélével is.

### Megközelítése
Legfontosabb közúti megközelítési útvonala a 8639-es út, ezen érhető el Szombathely és Csepreg felől is; Salköveskúttal a 8638-as út köti össze.
A hazai vasútvonalak közül a települést a Sopron–Szombathely-vasútvonal érinti, de megállási pontja nincs a vasútnak Söpte területén. A legközelebbi vasúti csatlakozási lehetőséget így Szombathely vasútállomás kínálja, légvonalban 58, közúton nagyjából 8 kilométer távolságra délnyugatra.

## Nevének eredete
Neve a régi magyar Sebe személynévből származik, amely a Sebestyén személynév kicsinyítő képzős változata.

## Története
1268-ban Septhe néven említik először. Területe már az őskorban lakott volt, ezt bizonyítják az itt megtalált kőkorszaki leletek. Rétszeri nevű határrészén római épületek és sáncok nyomai találhatók. A Kazár-major területén egykor kisebb négyszögletes erősség állott, eredete vitatott. 1361-ben Scepche, 1409-ben Septhe, 1462-ben Sewpthe néven szerepel az írott forrásokban. Rudolf király 1579. december 15-én kelt adománylevelében koltai Domján Balázs és felesége, Bessenyei Kata – többekkel együtt – megkapta Söpte falu fele részét a beleeső kúriákkal együtt. 1698-ban 248 lakosa volt. 1787-ben 44 házában 333 lakos élt.
Vályi András szerint "SÖPTE. Elegyes falu Vas Várm. földes Urai több Urak, lakosai katolikusok; fekszik Kozárnak, Salfának szomszédságában, és annak filiája; határja jó termésű."
Fényes Elek szerint "Sőpte, magyar falu, Vas vármegyében, 262 kath., 7 zsidó lak. F. u. Hodászy, Noszlopy, Csontos, Ughy, Jánosy. Ut. p. Kis-Czel."
Vas vármegye monográfiájában "Söpte, magyar község, 65 házzal és 714 r. kath. és ág. ev. lakossal. Postája és távírója Szombathely. A körjegyzőség székhelye. Határa gazdag kőkorszakbeli lelhely. Rétszeri nevű dülőjén római telep és sánczok nyomai látszanak. A községben van a Guary-család csinos úrilaka. A Söptey-család innen kapta nemességét. Kath. temploma 1725-ben épült és kőfallal van körülvéve. Birtokosai voltak a Kéthelyi –, Jagasich –, Szabó – és Nagy -családok, földesurai a Noszlopyak , Ughyak , Jánossyak , Csontosok és Hodászyak voltak."
1910-ben 864 lakosa volt, Vas vármegye Szombathelyi járásához tartozott.

## Közélete

### Polgármesterei
- 1990–1994: Komláti László (független)[9]
- 1994–1998: Komláti László (független)[10]
- 1998–2002: Komláti László (független)[11]
- 2002–2006: Komláti László (független)[12]
- 2006–2010: Komláti László (független)[13]
- 2010–2014: Danka Lajos (független)[14]
- 2014–2016: Nagy Róbert Balázs (független)[15]
- 2016–2019: Nagy Róbert Balázs (független)[16]
- 2019–2024: Nagy Róbert Balázs (független)[17]
- 2024– : Nagy Róbert Balázs (független)[1]

A településen 2016. április 3-án időközi polgármester-választást (és képviselő-testületi választást) tartottak, az előző képviselő-testület önfeloszlatása miatt. A választáson a hivatalban lévő polgármester is elindult, és meg is tudta erősíteni a pozícióját.

## Népesség
A település népességének változása:
| Lakosok száma | 763  | 747  | 740  | 723  | 713  | 706  | 720  | 793  | 773  | 762  |
|               | 2013 | 2014 | 2015 | 2016 | 2017 | 2018 | 2021 | 2022 | 2023 | 2024 |

A 2011-es népszámlálás során a lakosok 90,2%-a magyarnak, 1,5% németnek, 0,6% cigánynak, 0,3% horvátnak mondta magát (9,8% nem nyilatkozott; a kettős identitások miatt a végösszeg nagyobb lehet 100%-nál). A vallási megoszlás a következő volt: római katolikus 69,1%, evangélikus 2,3%, református 1,5%, görögkatolikus 0,4%, felekezet nélküli 4,4% (22,1% nem nyilatkozott).
2022-ben a lakosság 90,3%-a vallotta magát magyarnak, 1% németnek, 1% cigánynak, 0,1-0,1% szerbnek, lengyelnek, görögnek, horvátnak és szlovénnek, 1,6% egyéb, nem hazai nemzetiségűnek (9,3% nem nyilatkozott; a kettős identitások miatt a végösszeg nagyobb lehet 100%-nál). Vallásuk szerint 45% volt római katolikus, 2,4% evangélikus, 1,3% református, 0,5% görög katolikus, 0,1% izraelita, 0,8% egyéb keresztény, 1,1% egyéb katolikus, 4,4% felekezeten kívüli (44,3% nem válaszolt).

## Nevezetességei
- Szent Mártonnak szentelt római katolikus temploma 1725-ben épült.
- Itt áll a Guary család kastélya.

## Híres emberek
- Itt született 1812-ben Hodászy Sándor 48-as honvéd őrnagy, a 6. huszárezred osztályparancsnoka, az isaszegi csata hőse.
- Itt született Noszlopy László honvédszázados, 1849-ben a komáromi várőrség tisztje.

## Képgaléria

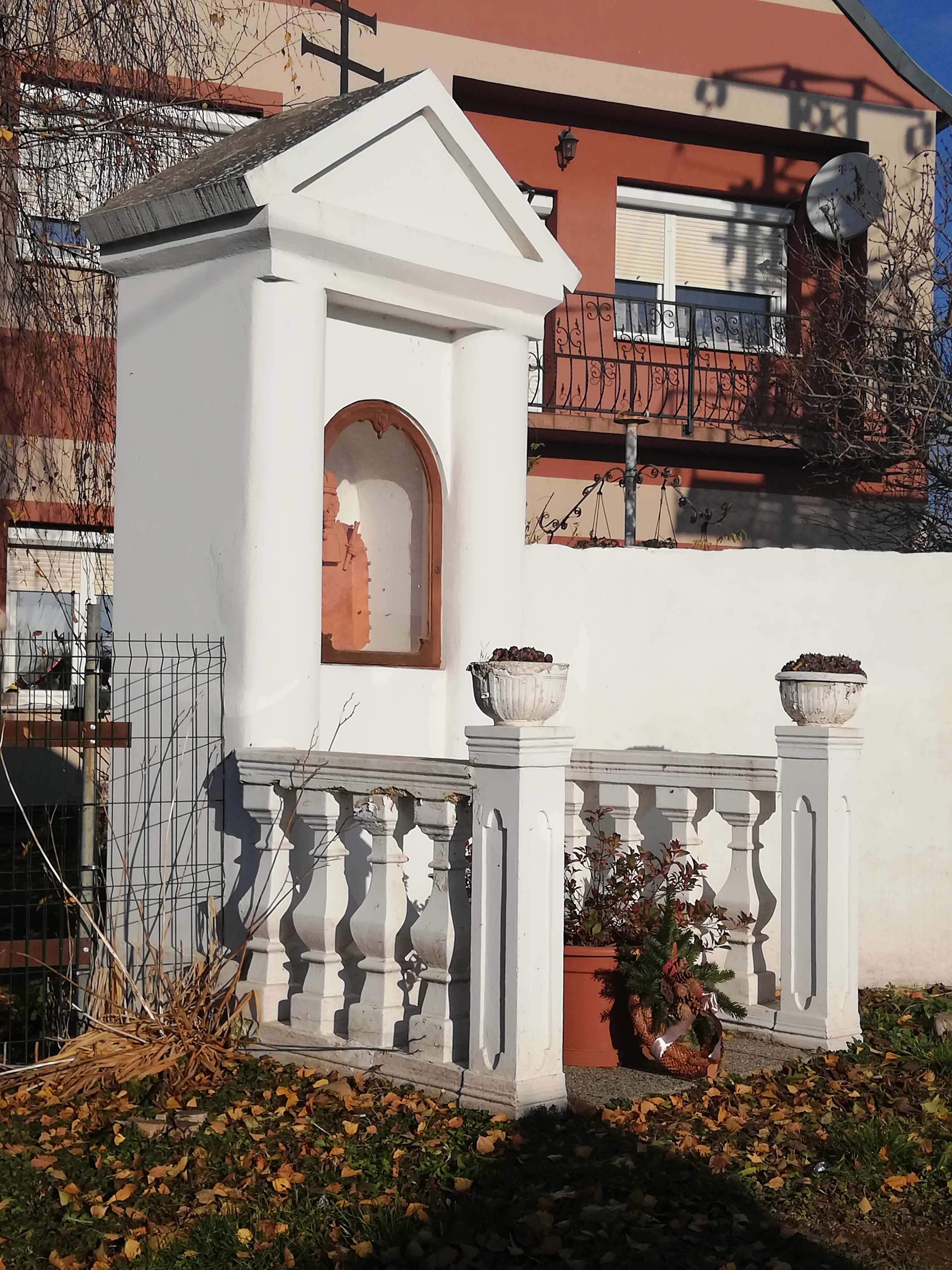
Fülkéskápolna a 8638-as és 8639-es utak elágazásánál
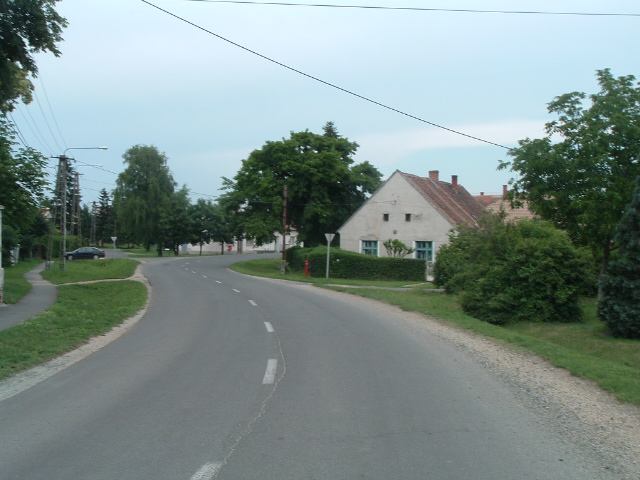
A 8638-as út (Gábor Áron utca) a falu déli részén
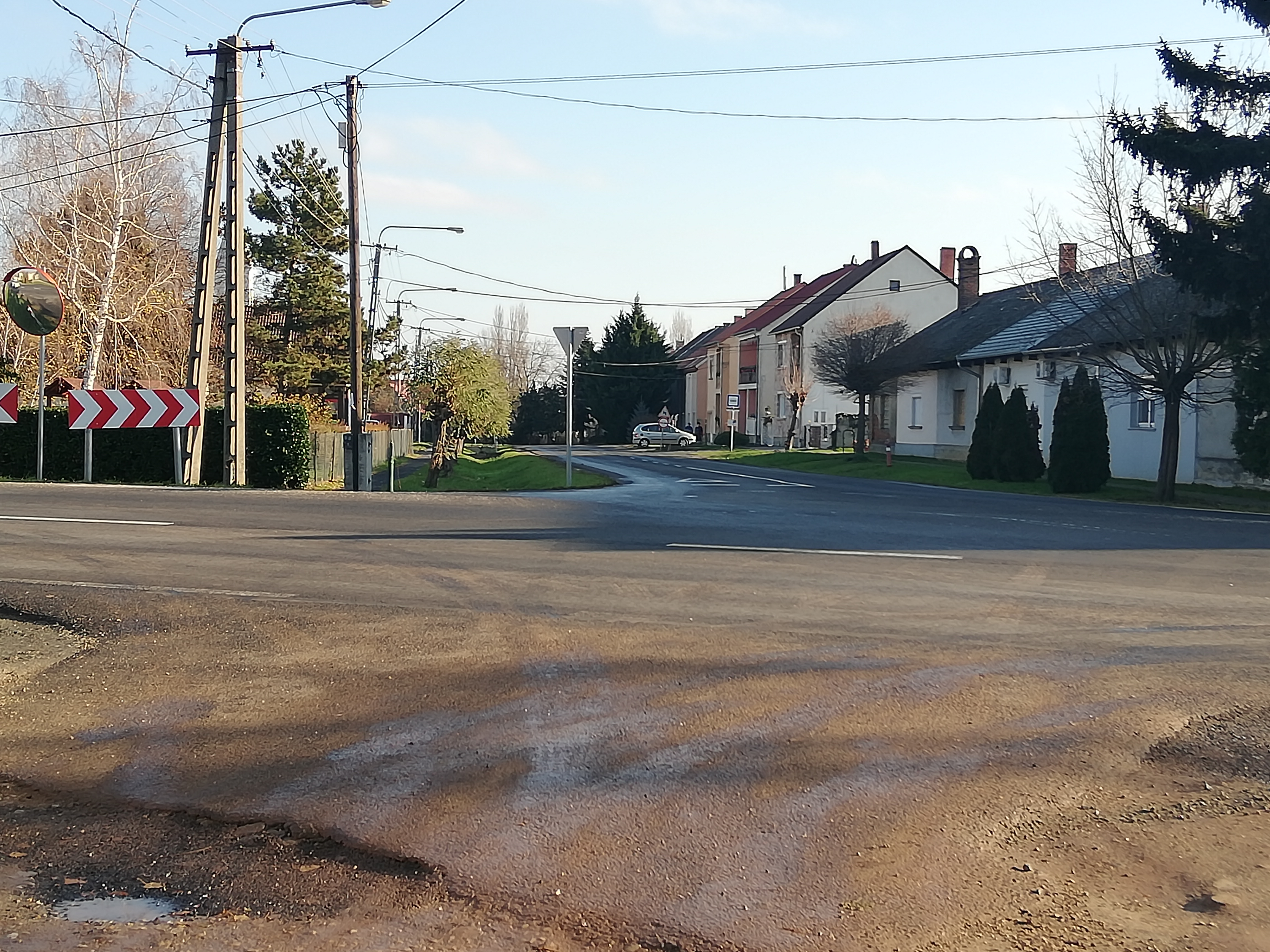
A 8638-as út kiágazása a 8639-esből Söpte déli részén

## Külső hivatkozások
1. Söpte község honlapja